# Opetiopalpus bicolor
Opetiopalpus bicolor é uma espécie de insetos coleópteros polífagos pertencente à família Cleridae.
A autoridade científica da espécie é Laporte de Castelnau, tendo sido descrita no ano de 1836.
Trata-se de uma espécie presente no território português.